# Großherzoglich Hessische (25.) Division
Die Großherzoglich Hessische (25.) Division war ein aus hessischen Einheiten bestehender Großverband der Preußischen Armee.

## Gliederung
Die Division war Teil des XVIII. Armee-Korps.

### Friedensgliederung 1914
- 49. Infanterie-Brigade (1. Großherzoglich Hessische) in Darmstadt
  - Leibgarde-Infanterie-Regiment (1. Großherzoglich Hessisches) Nr. 115 in Darmstadt
  - Infanterie-Regiment „Kaiser Wilhelm“ (2. Großherzoglich Hessisches) Nr. 116 in Gießen
  - 5. Großherzoglich Hessisches Infanterie-Regiment Nr. 168 in Offenbach am Main, Butzbach und Friedberg
- 50. Infanterie-Brigade (2. Großherzoglich Hessische) in Mainz
  - Infanterie-Leib-Regiment „Großherzogin“ (3. Großherzoglich Hessisches) Nr. 117 in Mainz
  - Infanterie-Regiment „Prinz Carl“ (4. Großherzoglich Hessisches) Nr. 118 in Worms
- 25. Kavallerie-Brigade (Großherzoglich Hessische) in Darmstadt
  - Garde-Dragoner-Regiment (1. Großherzoglich Hessisches) Nr. 23 in Darmstadt
  - Leib-Dragoner-Regiment (2. Großherzoglich Hessisches) Nr. 24 in Darmstadt
- 25. Feldartillerie-Brigade (Großherzoglich Hessische) in Darmstadt
  - 1. Großherzoglich Hessisches Feldartillerie-Regiment Nr. 25 in Darmstadt
  - 2. Großherzoglich Hessisches Feldartillerie-Regiment Nr. 61 in Darmstadt
- Großherzoglich Hessisches Train-Bataillon Nr. 18
- Großherzoglich Hessische Garde-Unteroffiziers-Kompanie

### Kriegsgliederung bei Mobilmachung 1914
- 49. Infanterie-Brigade (1. Großherzoglich Hessische)
  - Leibgarde-Infanterie-Regiment (1. Großherzoglich Hessisches)  Nr. 115
  - Infanterie-Regiment „Kaiser Wilhelm“ (2. Großherzoglich Hessisches) Nr. 116
- 50. Infanterie-Brigade (2. Großherzoglich Hessische)
  - Infanterie-Leib-Regiment „Großherzogin“ (3. Großherzoglich Hessisches) Nr. 117
  - Infanterie-Regiment „Prinz Carl“ (4. Großherzoglich Hessisches) Nr. 118
- Magdeburgisches Dragoner-Regiment Nr. 6
- 25. Feldartillerie-Brigade (Großherzoglich Hessische)
  - Großherzogliches Artilleriekorps, 1. Großherzoglich Hessisches Feldartillerie-Regiment Nr. 25
  - 2. Großherzoglich Hessisches Feldartillerie-Regiment Nr. 61
- 2. und 3. Kompanie/Pionier-Bataillon Nr. 21

### Kriegsgliederung vom 8. März 1918
- 49. Infanterie-Brigade (1. Großherzoglich Hessische)
  - Leibgarde-Infanterie-Regiment (1. Großherzoglich Hessisches)  Nr. 115
  - Infanterie-Regiment „Kaiser Wilhelm“ (2. Großherzoglich Hessisches) Nr. 116
  - Infanterie-Leib-Regiment „Großherzogin“ (3. Großherzoglich Hessisches) Nr. 117
  - MG-Scharfschützen-Abteilung Nr. 49
  - 1. Eskadron/Magdeburgisches Dragoner-Regiment Nr. 6
- Artillerie-Kommandeur Nr. 25
  - Großherzogliches Artilleriekorps, 1. Großherzoglich Hessisches Feldartillerie-Regiment Nr. 25
  - I. Bataillon/Reserve-Fußartillerie-Regiment Nr. 24
- Pionier-Bataillon Nr. 129
- Divisions-Nachrichten-Kommandeur Nr. 25

## Geschichte
Die Division entstand am 7. April 1867 aus der Großherzoglich Hessischen Armeedivision und hatte ihr Hauptquartier bis zur Demobilisierung und Auflösung 1919 in Darmstadt.

### Feldzug von 1870/71
Im Feldzug 1870/71 wurde der 25. hessischen Division die Ehre zu Teil, unter der direkten Führung des Prinzen Ludwig von Hessen (ab 1877 als Ludwig IV. Großherzog von Hessen) zu stehen, der im Deutschen Krieg bereits als Kommandeur der 2. Hessischen Infanterie-Brigade Erfahrung gesammelt hatte. Ende Juli 1870 wurde die Division dem IX. Armee-Korps – General der Infanterie von Manstein – zugeschlagen, das zur 2. Armee unter Prinz Friedrich Karl gehörte.  Die 49. Brigade wurde von Generalmajor Ludwig von Wittich, die 50. Brigade von General von Ludwig von Lyncker und die 25. Kavalleriebrigade von Generalmajor Ludwig von Schlotheim (ab 19. August von Hermann von Rantzau) geführt. Der Aufmarsch der Division erfolgte Ende Juli im Raum Worms, ihr Vorrücken erfolgte über Alzey, während die benachbarte 18. Division (General von Wrangel) nördlich der Linie Hamm und Mettenheim an die Grenze marschierte.
Der Grenzübergang der Division erfolgte bei Saarbrücken, der weitere Vormarsch auf Forbach. Am 16. August griff die 25. Division noch am Abend in die Schlacht bei Vionville ein, an der Ostseite des Waldes von Ognon trafen die Hessen auf die Stellungen der französischen Gardejäger. Am 18. August kämpften die Truppen in der Schlacht bei Gravelotte, nördlich von Arnoux la Grange ausgehend, schritt die 25. Division zum Angriff auf den Höhenrücken nördlich des Waldes von de la Cusse. Während die 50. Brigade im Wäldchen Bois de la Cusse  eindrang, griff die 49. Brigade nördlich davon in den Kampf ein. Am 31. August folgte Kämpfe in der Schlacht von Noisseville und dann  die Teilnahme an der monatelangen Einschließung der französischen Rheinarmee bei der Schlacht von Metz.
Nach dem Vorrücken an die Loire erfolgte vom 18. November bis 2. Dezember der Aufenthalt der 25. Division in der Beauce. Es folgten Gefechte bei Orléans (Montbarrois), am 7. Dezember das Gefecht bei Meung und ab 8. Dezember die Involvierung in der Schlacht von Beaugency. Beim Vorgehen am südlichen Loire-Ufer kam es am 9. Oktober zu Erstürmung des Schlosses Chambord und zum Gefecht bei Montlivault, am 13. Dezember folgte die Besetzung von Blois. Nach der Teilnahme an den Gefechten bei Vienne, an der Braye, bei Lamotte-Beuvron folgte am 12. Januar 1871 der Einsatz in der Schlacht bei Le Mans, wo das Ende der französischen Loirearmee besiegelt wurde.

### Erster Weltkrieg
Während des Ersten Weltkriegs kam der Großverband ausschließlich an der Westfront zum Einsatz. Nach dem Waffenstillstand von Compiègne am 11. November 1918 kehrten die Truppen in die Heimat zurück, wo die Division im Januar 1919 demobilisiert und schließlich aufgelöst wurde. Aus Teilen wurde im selben Monat das Freikorps Hessen aufgestellt, das am 1. Juni 1919 in die Kleine Reichswehr-Brigade 18 aufging.

### Gefechtskalender

#### 1914
- 20. August – Gefechts bei Longlier
- 22. bis 23. August – Schlacht bei Neufchâteau
- 24. bis 29. August – Schlacht an der Maas
- 30. August bis 5. September – Verfolgung von der Maas zur Marne
- 06. bis 12. September – Schlacht an der Marne
- 15. bis 22. September – Kämpfe bei Reims
- 23. September bis 6. Oktober – Schlacht an der Somme
- ab 10. Oktober – Kämpfe bei Roye

#### 1915
- bis 18. Oktober – Kämpfe bei Roye
- ab 20. Oktober – Stellungskämpfe westlich St. Quentin

#### 1916
- bis 31. Januar – Stellungskämpfe westlich St. Quentin
- 01. bis 20. Februar – Stellungskämpfe um Verdun
- 21. Februar bis 28. April – Schlacht um Verdun
  - 11. bis 28. April – Kämpfe beim Fort Douaumont
- 29. April bis 10. September – Kämpfe an der Aisne
- 13. September bis 4. Oktober – Schlacht an der Somme
- 05. Oktober bis 14. November – Stellungskämpfe zwischen Maas und Mosel
- 15. bis 26. November – Schlacht an der Somme
- ab 27. November – Stellungskämpfe an der Somme

#### 1917
- bis 15. März – Stellungskämpfe an der Somme
- 16. März bis 20. Juni – Kämpfe vor der Siegfriedfront
- 21. Juni bis 20. September – Kämpfe in der Siegfriedstellung
- 21. September bis 13. Oktober – Herbstschlacht in Flandern
- 14. Oktober bis 4. November – Grenzschutz an der belgisch-holländischen Grenze
- 05. November bis 3. Dezember – Schlacht in Flandern
- ab 4. Dezember – Stellungskämpfe in Flandern

#### 1918
- bis 12. Februar – Stellungskämpfe in Flandern
- 13. Februar bis 20. März – Kämpfe in der Siegfriedstellung und Vorbereitung auf die Große Schlacht in Frankreich
- 21. März bis 6. April – Große Schlacht in Frankreich
- 07. bis 18. April – Kämpfe an der Ancre, Somme und Avre
- 20. April bis 4. August – Stellungskämpfe in Flandern und Artois
- 05. bis 10. August – Kämpfe vor der Front Ypern-La Bassée
- 11. bis 20. August – Abwehrschlacht zwischen Somme und Avre
- 22. August bis 2. September – Schlacht Albert-Péronne
- 03. bis 7. September – Kämpfe vor der Siegfriedfront
- 08. bis 17. September – Abwehrschlacht zwischen Cambrai und St. Quentin
- 18. bis 26. September – Stellungskämpfe in Lothringen
- 02. bis 13. Oktober – Abwehrschlacht in Flandern
- 13. Oktober bis 4. November – Kämpfe vor und in der Hermannstellung
- 24. Oktober bis 4. November – Schlacht um Valenciennes
- 05. bis 11. November – Rückzugskämpfe vor der Antwerpen-Maas-Stellung
- ab 12. November – Räumung des besetzten Gebietes und Marsch in die Heimat

## Kommandeure
| Dienstgrad                                          | Name                                  | Datum                                                            |
| --------------------------------------------------- | ------------------------------------- | ---------------------------------------------------------------- |
| Generalleutnant                                     | Ludwig von Hessen und bei Rhein       | 07. April 1867 bis 25. Juni 1877                                 |
| Generalmajor                                        | Hermann von Wichmann                  | 26. Juni bis 24. September 1877 (mit der Führung beauftragt)     |
| Generalleutnant                                     | Hermann von Wichmann                  | 25. September 1877 bis 3. März 1879                              |
| Generalmajor/Generalleutnant/General der Kavallerie | Heinrich von Hessen und bei Rhein     | 04. März 1879 bis 6. Juli 1887                                   |
| Generalmajor                                        | Friedrich von Wißmann                 | 07. Juli bis 31. August 1887 (in Vertretung)                     |
| Generalmajor                                        | Friedrich von Wißmann                 | 01. September bis 14. November 1887 (mit der Führung beauftragt) |
| Generalleutnant                                     | Friedrich von Wißmann                 | 15. November 1887 bis 31. Dezember 1889                          |
| Generalleutnant                                     | Adolf von Bülow                       | 01. Dezember 1890 bis 26. Januar 1895                            |
| Generalleutnant                                     | Heinrich von Goßler                   | 27. Januar 1895 bis 26. August 1896                              |
| Generalleutnant                                     | Friedrich von Müller                  | 27. August 1896 bis 31. März 1898                                |
| Generalleutnant                                     | Wilhelm Schilling von Cannstatt       | 01. April 1898 bis 8. Januar 1900                                |
| Generalleutnant                                     | Georg von Perbandt                    | 09. Januar 1900 bis 18. Juni 1902                                |
| Generalleutnant                                     | Karl von Gall                         | 19. Juni 1902 bis 10. Oktober 1906                               |
| Generalleutnant                                     | Hermann von Strantz                   | 16. Oktober 1906 bis 2. April 1911                               |
| Generalleutnant                                     | Otto von Plüskow                      | 03. April 1911 bis 31. Dezember 1913                             |
| Generalleutnant                                     | Walther von Lüttwitz                  | 01. Januar bis 1. August 1914                                    |
| Generalmajor/Generalleutnant                        | Viktor Kühne                          | 02. August 1914 bis 3. September 1916                            |
| Generalmajor/Generalleutnant                        | Hermann von Dresler und Scharfenstein | 04. September 1916 bis 19. Mai 1919                              |